# Isotomurus unifasciatus
Isotomurus unifasciatus är en urinsektsart som först beskrevs av Börner 1901.  Isotomurus unifasciatus ingår i släktet Isotomurus, och familjen Isotomidae. Arten är reproducerande i Sverige.